# BMW U10
BMW U10 — второе поколение BMW X2. Дебютировало в октябре 2023 года.

## Описание
Как и в случае с BMW F39, базовой моделью для U10 стала U11. Следуя чётной номенклатуре BMW X, автомобиль получил купеобразный кузов. Коэффициент сопротивления формы составляет 0,26. Длина увеличена на 194 мм, ширина на 21 мм, высота на 64 мм, а колёсная база на 22 мм. Объём багажника составляет 515—560 л.
На момент дебюта X2 предложен в пяти модификациях: sDrive20i, xDrive28i, M35i, sDrive18d и iX2 xDrive30. Продажи планируются в марте 2024 года.

## Особенности
|                                          | sDrive20i                                            | xDrive28i                                            | M35i                                                 | sDrive18d                      | iX2 xDrive30                                |
| ---------------------------------------- | ---------------------------------------------------- | ---------------------------------------------------- | ---------------------------------------------------- | ------------------------------ | ------------------------------------------- |
| Годы производства                        | с 02/2024                                            | с 02/2024                                            | с 02/2024                                            | с 02/2024                      | с 02/2024                                   |
| Код двигателя                            | B38B15P                                              | B48A20P                                              | B48A20P                                              | B47C20B                        | Передняя ось: HB0001N0 Задняя ось: HB0002N0 |
| Тип                                      | Бензиновый                                           | Бензиновый                                           | Бензиновый                                           | Дизельный                      | 2 электродвигателя                          |
| Конфигурация                             | R3                                                   | R4                                                   | R4                                                   | R4                             | Синхронная машина                           |
| Впрыск                                   | Прямой                                               | Прямой                                               | Прямой                                               | Прямой (Common-Rail)           | —                                           |
| Наддув                                   | Турбокомпрессор с двойной прокруткой выхлопных газов | Турбокомпрессор с двойной прокруткой выхлопных газов | Турбокомпрессор с двойной прокруткой выхлопных газов | Турбонаддув                    | —                                           |
| Клапанов                                 | 12                                                   | 16                                                   | 16                                                   | 16                             | —                                           |
| Объём                                    | 1499 см³                                             | 1998 см³                                             | 1998 см³                                             | 1995 см³                       | —                                           |
| Степень сжатия                           | 11,1:1                                               | 10,5:1                                               | 9,5:1                                                | 16,5:1                         | —                                           |
| Мощность при об/мин (ДВС)                | 115 кВт (156 л. с.)/ 5000—6500                       | 180 кВт (245 л. с.)/ 4500—6500                       | 221 кВт (300 л. с.)/ 5750—6500                       | 110 кВт (150 л. с.)/ 3750—4000 | —                                           |
| Мощность при об/мин (Электродвигатель)   | 14 кВт (19 л. с.)                                    | —                                                    | —                                                    | —                              | 230 кВт (313 л. с.)                         |
| Суммарная мощность                       | 125 кВт (170 л. с.)                                  | —                                                    | —                                                    | —                              | —                                           |
| Крутящий момент при об/мин               | 240 Н⋅м/ 1500—4400 + 55 Н⋅м (Электродвигатель)       | 400 Н⋅м/ 1500—4000                                   | 400 Н⋅м/ 2000—4500                                   | 360 Н⋅м/ 1500—2500             | 494 Н⋅м                                     |
| Суммарный крутящий момент                | 280 Н⋅м/ 1500—4400                                   | —                                                    | —                                                    | —                              | —                                           |
| Трансмиссия                              | 7-скор. DCT                                          | 7-скор. DCT                                          | 7-скор. DCT                                          | 7-скор. DCT                    |                                             |
| Привод                                   | Передний                                             | Полный                                               | Полный                                               | Передний                       | Полный                                      |
| Разгон до 100 км/ч в сек.                | 8,3                                                  | 6,5                                                  | 5,4                                                  | 8,9                            | 5,6                                         |
| Максимальная скорость (км/ч)             | 213                                                  | 240                                                  | 250                                                  | 210                            | 180                                         |
| Расход топлива (л/100 км)                | 6,0—6,5                                              | Н/Д                                                  | 7,7—8,0                                              | 5,1—5,5                        | —                                           |
| Выбросы CO2 (г/км)                       | 136—148                                              | Н/Д                                                  | 174—181                                              | 133—145                        | —                                           |
| Объём бака                               | 45 л                                                 | 54 л                                                 | 54 л                                                 | 45 л                           | —                                           |
| Ёмкость аккумулятора                     | —                                                    | —                                                    | —                                                    | —                              | 64,8 кВт⋅ч (Нетто)                          |
| Время зарядки постоянным током (0-100 %) | —                                                    | —                                                    | —                                                    | —                              | 11 кВт: 6 ч 30 мин 22 кВт: 3 ч 45 мин       |
| Время зарядки переменным током (10-80 %) | —                                                    | —                                                    | —                                                    | —                              | 29 мин (максимальная мощность 130 кВт)      |
| Запас хода (WLTP)                        | —                                                    | —                                                    | —                                                    | —                              | 417—449 км                                  |
| ЭКО-Стандарт                             | Euro 6e                                              | Н/Д                                                  | Euro 6e                                              | Euro 6e                        | —                                           |